# Castelmassa
Castelmassa – miejscowość i gmina we Włoszech, w regionie Wenecja Euganejska, w prowincji Rovigo.
Według danych na rok 2004 gminę zamieszkiwało 4309 osób, 391,7 os./km².